# ريم قيس كبة
ريم قيس كبة (1967) شاعرة عراقية. ولدت في مدينة بغداد. مجازة في الآداب قسم الترجمة من الجامعة المستنصرية عام 1989. عملت مترجمة في المأمون للترجمة والنشر في بغداد. عضوة اتحاد الأدباء والكتاب في العراق، وكانت عضوة في منتدى الأدباء الشباب. نشرت شعرها وترجماتها في عدد من الصحف والمجلّلات العربيّة والعراقيّة. له من دواوين الشعرية نوارس تفترف التحليق 1991 وأغمض اجنحتي وأسترق الكتابة 1999.

## سيرتها
ولدت ريم قيس كبة في بغداد عام 1967 حاصلة على شهادة بكالوريوس آداب في الترجمة من الجامعة المستنصرية 1989 بدأت الكتابة في سن مبكرة ونشرت قصائد في صحف عراقية وعربية مختلفة، كانت مترجمة في دار المأمون للترجمة والنشر.

وتعد من شعراء الجيل الثمانيني في العراق, شاركت في العديد من المهرجانات الشعرية المحلية مثل مهرجان المربد, ومهرجان السياب، وملتقى شعراء الثمانينيات، وهي حاصلة على مجموعة من الجوائز منها وسام الشعر من بغداد, الجائزة الذهبية الأولى عن مجموعتها الشعرية (احتفاءُ بالوقت الضائع), كما حصلت على المركز الأول لجائزة أندية الفتياة في الشارقة عن مجموعتها (أغمض أجنحتي وأسترق الكتابة), وجائزة الصدى في المرتبة الثانية في الشعر عن مجموعتها (أُنثى الكلمات), كما حصلت على جائزة الشعر في مسابقة المبدعين.
هي مقيمة حالياً في العاصمة البريطانية لندن بعد أن انتقلت إلى سوريا ومن ثم إلى مصر.

## مؤلفاتها
- نوارس تقترف التحليق
- احتفاء بالوقت الضائع
- أغمض أجنحتي وأسترق الكتابة
- متى ستصدق أني فراشة
- بيتنا
- البحر يقرأ طالعي
- مساء الفيروز

## أنطر أيضاً
- سمية الجبرتي
- منى خزندار
- زينب سلبي
- سعاد العطار
- قائمة الشعراء العراقيين

## وصلات خارجية
- في موقع أرشيف المجلات